# Anastasius I.
Svatý Anastasius I. se narodil v Římě. Zemřel v prosinci 401. Byl papežem katolické církve od 27. listopadu 399 do asi 17. nebo až 19. prosince 401.
Jeho ostatky spočívají v Santa Prassedes.
Jeho svátek připadá na 27. dubna.

## Život
Anastasius byl přítelem svatého Paulina z Noly a Svatého Jeronýma. Odsoudil origenisty (ti věřili v tzv. univerzální spasení) a donatisty, kteří se domnívali, že nelze odpouštět odpadlíkům od víry. Donatisté totiž začali v severní Africe organizovat ozbrojené skupiny a přepadávat pravověrné křesťany. Papež nicméně vyhlásil, že ti, kteří byli pokřtěni donatisty, mohou přijmout biskupské svěcení a kněží, kteří konvertují, mohou dále používat své stávající kostely.